# Międzynarodowa Korporacja Finansowa
Międzynarodowa Korporacja Finansowa (ang. International Finance Corporation, skr. IFC) – organizacja afiliowana przy Międzynarodowym Banku Odbudowy i Rozwoju, która powstała w 1956 roku.

## Działalność
Mimo posiadania statusu organizacji niezależnej IFC ściśle współpracuje z Bankiem Światowym i stanowi istotne uzupełnienie jego działalności. Jest największą międzynarodową organizacją finansową udzielającą pomocy finansowej sektorowi prywatnemu i spółdzielczemu krajów rozwijających się. Obecnie do MKF należą 182 kraje.
Statutowy cel wspierania rozwoju sektora prywatnego IFC realizuje poprzez udzielanie długoterminowych kredytów, organizowanie pożyczek konsorcjalnych, nabywanie udziałów w przedsiębiorstwach, udostępnianie pomocy technicznej, działalność doradczą dotyczącą wyboru technologii, licencji, marketingu.
Cechą wyróżniającą kredyty udzielane przez IFC jest brak wymogu uzyskiwania gwarancji rządowych. Zaangażowanie finansowe IFC w realizację projektów zwykle nie przekracza 25% kosztów całkowitych projektu. Należy wyraźnie podkreślić, że rola MKF znacznie wykracza poza czystą pomoc finansową bądź techniczną. Uczestnictwo IFC w finansowaniu projektu podnosi zaufanie innych potencjalnych inwestorów i stanowi gwarancję wiarygodności przedsięwzięcia.
Polska przystąpiła do IFC 29 grudnia 1987 roku. Dotychczasowe zaangażowanie tej instytucji w tym kraju wynosi około 220 mln dolarów i obejmuje: kredyty udzielane na cele inwestycyjne, nabywanie udziałów w prywatyzowanych przedsiębiorstwach, udziały w bankach i funduszach inwestycyjnych, linię kredytową dla średnich i małych przedsiębiorstw, finansowanie usług doradczych i konsultingowych.

## Wybrane inwestycje w Polsce
- lata 90 XX wieku: Międzynarodowy Bank w Polsce S.A., jako udziałowiec nowo powstającego banku[1]
- 1999: BWP-Unibank S.A., jako uczestnik procesu prywatyzacji banku[2]
- 2009: FM Bank S.A., jako udziałowiec nowo powstającego banku[3]
- 2022: Santander Bank Polska S.A., jako udzielający gwarancji dla tzw. zielonych kredytów udzielanych przez bank[4]
- 2024: VeloBank, jako udziałowiec podmiotu będącego właścicielem 100% akcji banku[5]